# 布科瓦河 (桑河支流)
50°36′12″N 22°04′01″E / 50.603408°N 22.066965°E
布科瓦河是波蘭的河流，位於該國東南部，屬於桑河的右支流，河道全長52公里，流域面積662平方公里，河口處在斯塔洛瓦沃拉附近。